# O Homem Que Ri
O Homem Que Ri (em inglês:  The Man Who Laughs) é um filme mudo norte-americano de 1928 dirigido pelo cineasta expressionista alemão Paul Leni. O roteiro adapta o romance de Victor Hugo com o mesmo nome e são apresentados os atores Conrad Veidt como Gwynplaine e Mary Philbin como Dea. O filme é conhecido pela assustadora caracterização do personagem principal, que apresenta na face uma desfiguração que o faz parecer com um sorriso perene e que muitas vezes leva o filme a ser classificado como do gênero terror quando na verdade é um melodrama. A rica iluminação expressionista também contribui para isso.
O Homem que Ri é um melodrama romântico, semelhante a filmes como O Corcunda de Notre Dame (1923). O filme foi uma das primeiras produções da Universal Pictures que fizeram a transição de cinema mudo para sonoro, usando o sistema de som Movietone introduzido por William Fox. Foi concluído em abril de 1927, mas distribuído em abril de 1928, com efeitos sonoros e trilha sonora que incluiu a canção "When Love Comes Stealing", de Walter Hirsch, Pollack Lew, e Rapee Erno.
O filme entrou em domínio público nos Estados Unidos em 2024.

## Sinopse
Tendo lugar na Inglaterra no ano de 1690, O Homem que Ri mostra a história de Gwynplaine, o filho de um nobre Inglês que teria traído o Rei James II da Inglaterra. As sentenças do monarca foram a execução do pai de Gwynplaine na dama de ferro e a solicitação a um cirurgião, Dr. Hardquannone, que desfigurasse o rosto do menino, condenado a "rir" para sempre.
Gwynplaine é visto vagando por uma tempestade de neve e conhece uma menina cega abandonada, Dea. As duas crianças são eventualmente acolhidas por um homem chamado Ursus. Os anos passam e Gwynplaine se apaixona por Dea, mas se recusa a casar com ela porque sente indigno por causa de sua desfiguração. Os três ganham a vida através de peças que destacam o fascínio do público com a desfiguração do Gwynplaine.

## Elenco
- Conrad Veidt...Gwynplaine
- Mary Philbin...Dea
- Brandon Hurst...Barkilphedro
- Julius Molnar Jr....Gwynplaine (criança)
- Olga Vladimirovna Baklanova...Duquesa Josiana
- Cesare Gravina...Ursus
- Stuart Holmes...Senhor Dirry-Moir
- Samuel de Grasse...Rei James II da Inglaterra
- George Siegmann...Dr. Hardquanonne
- Josephine Crowell...Rainha Anne Stuart
- Charles Puffy...estalajadeiro
- Charles Brinley  (não-creditado)